# TrackMania DS
TrackMania DS è la versione per Nintendo DS della nota serie TrackMania.

## Modalità di gioco
Il gioco è giocabile in single player nelle modalità classiche della serie, ovvero "race", "platform" e "puzzle" per un centinaio di tracciati in totale e in multiplayer fino a 4 giocatori tramite Wi-Fi locale. Vi è anche il classico editor di piste, la cui interfaccia è stata ridisegnata per adattarsi all'uso dello stilo della console. Infine è presente anche il supporto del Rumble pack del DS.
Nel gioco sono presenti le seguenti ambientazioni:
- Desert
- Rally
- Stadium